# John Fitzgerald (tennisser)
John Fitzgerald (Cummins, 28 december 1960) is een voormalige professionele tennisspeler uit Australië. Hij was zeer succesvol als dubbelspeler, met zeven grandslamtitels in het herendubbel en twee in het gemengd dubbel. Hij presteerde een career slam in het herendubbelspel, dat wil zeggen: winst in alle vier grandslamtoernooien, maar niet in hetzelfde jaar. Hij bereikte in 1991 de eerste positie op de ATP-ranking in het dubbelspel.
In totaal won Fitzgerald dertig toernooien in het herendubbel, en zes als enkelspeler.
Hij was vanaf 1983 lid van de Australische Davis Cupploeg en won de Davis Cup in 1986. In 1988 en 1992 nam hij namens Australië deel aan de Olympische Spelen. Vanaf 2001 tot 2010 was hij kapitein van de Australische Davis Cupploeg.

## Palmares

### Enkelspel
| Nr.                          | Datum            | Toernooi         | Ondergrond | Tegenstander in finale | Score                   | Details |
| ---------------------------- | ---------------- | ---------------- | ---------- | ---------------------- | ----------------------- | ------- |
| Gewonnen finales             |                  |                  |            |                        |                         |         |
| 1.                           | 19 juli 1981     | ATP Kitzbühel    | Gravel     | Guillermo Vilas        | 3-6, 6-3, 7-5           | Details |
| 2.                           | 31 oktober 1982  | ATP Maui         | Hardcourt  | Brian Teacher          | 6-2, 6-3                | Details |
| 3.                           | 4 juli 1983      | ATP Newport      | Gras       | Scott Davis            | 2-6, 6-1, 6-3           | Details |
| 4.                           | 15 augustus 1983 | ATP Stowe        | Hardcourt  | Vijay Amritraj         | 3-6, 6-2, 7-5           | Details |
| 5.                           | 16 december 1984 | ATP Sydney       | Gras       | Sammy Giammalva Jr.    | 6-3, 6-3                | Details |
| 6.                           | 10 januari 1988  | ATP Sydney (2)   | Gras       | Andrej Tsjesnokov      | 6-3, 6-4                | Details |
| Verloren finales             |                  |                  |            |                        |                         |         |
| 1.                           | 2 januari 1983   | ATP Sydney       | Gras       | John Alexander         | 6-4, 6-7, 4-6           | Details |
| 2.                           | 1 januari 1985   | ATP Melbourne    | Gras       | Dan Cassidy            | 6-7, 6-7                | Details |
| 3.                           | 1 november 1987  | ATP Hongkong     | Hardcourt  | Eliot Teltscher        | 7-6, 6-3, 1-6, 2-6, 5-7 | Details |
| 4.                           | 28 februari 1988 | ATP Philadelphia | Tapijt (i) | Tim Mayotte            | 6-4, 2-6, 2-6, 3-6      | Details |
| 5.                           | 23 oktober 1988  | ATP Tokio        | Tapijt (i) | Boris Becker           | 6-7, 4-6                | Details |
| Gewonnen finales challengers |                  |                  |            |                        |                         |         |
| 1.                           | 12 januari 1981  | Perth            | Gras       | Syd Ball               | 6-2, 6-2                |         |
| 2.                           | 20 april 1981    | Tokio            | Gravel     | Roland Stadler         | 6-2, 6-3                |         |
| 3.                           | 14 juli 1991     | Bristol          | Gras       | Peter Nyborg           | 6-2, 7-5                |         |

### Dubbelspel
| Nr.                                       | Datum             | Toernooi                     | Ondergrond    | Partner           | Tegenstanders in finale            | Score                     | Details |
| ----------------------------------------- | ----------------- | ---------------------------- | ------------- | ----------------- | ---------------------------------- | ------------------------- | ------- |
| Gewonnen finales heren dubbel             |                   |                              |               |                   |                                    |                           |         |
| 1.                                        | 2 augustus 1981   | ATP Båstad                   | Gravel        | Mark Edmondson    | Anders Järryd Hans Simonsson       | 2-6, 7-5, 6-0             | Details |
| 2.                                        | 15 maart 1982     | ATP Straatsburg WCT          | Tapijt (i)    | Wojtek Fibak      | Sandy Mayer Frew McMillan          | 6-4, 6-3                  | Details |
| 3.                                        | 29 november 1982  | Australian Open              | Gras          | John Alexander    | Andy Andrews John Sadri            | 6-4, 7-6                  | Details |
| 4.                                        | 20 december 1982  | ATP Sydney                   | Gras          | John Alexander    | Cliff Letcher Craig Miller         | 6-4, 7-6                  | Details |
| 5.                                        | 20 juni 1983      | ATP Bristol                  | Gras          | John Alexander    | Tom Gullikson Johan Kriek          | 7-5, 6-4                  | Details |
| 6.                                        | 4 juli 1983       | ATP Newport                  | Gras          | Vijay Amritraj    | Tim Gullikson Tom Gullikson        | 6-3, 6-4                  | Details |
| 7.                                        | 27 augustus 1984  | US Open                      | Hardcourt     | Tomáš Šmíd        | Stefan Edberg Anders Järryd        | 7-6, 6-3, 6-3             | Details |
| 8.                                        | 13 januari 1985   | ATP Auckland                 | Hardcourt     | Chris Lewis       | Broderick Dycke Wally Mansur       | 7-6, 6-2                  | Details |
| 9.                                        | 5 mei 1985        | ATP Las Vegas                | Hardcourt     | Pat Cash          | Paul Annacone Christo van Rensburg | 7-6, 6-7, 7-6             | Details |
| 10.                                       | 20 oktober 1985   | ATP Sydney (indoor)          | Hardcourt (i) | Anders Järryd     | Mark Edmondson Kim Warwick         | 6-3, 6-2                  | Details |
| 11.                                       | 8 juni 1986       | Roland Garros                | Gravel        | Tomáš Šmíd        | Stefan Edberg Anders Järryd        | 3-6, 6-4, 3-6, 7-6, 14-12 | Details |
| 12.                                       | 19 oktober 1986   | ATP Sydney (indoor) (2)      | Hardcourt (i) | Boris Becker      | Peter McManara Paul McNamee        | 6-4, 7-6                  | Details |
| 13.                                       | 27 maart 1988     | ATP Miami                    | Hardcourt     | Anders Järryd     | Ken Flach Robert Seguso            | 7-6, 6-1, 7-5             | Details |
| 14.                                       | 17 april 1988     | ATP Tokio                    | Hardcourt     | Johan Kriek       | Steve Denton David Pate            | 6-4, 6-7, 6-4             | Details |
| 15.                                       | 16 oktober 1988   | ATP Sydney (indoor) (3)      | Hardcourt (i) | Darren Cahill     | Martin Davis Brad Drewett          | 6-3, 6-2                  | Details |
| 16.                                       | 30 oktober 1988   | ATP Parijs                   | Tapijt (i)    | Paul Annacone     | Jim Grabb Christo van Rensburg     | 6-2, 6-2                  | Details |
| 17.                                       | 9 juli 1989       | Wimbledon                    | Gras          | Anders Järryd     | Rick Leach Jim Pugh                | 3-6, 7-6, 6-4, 7-6        | Details |
| 18.                                       | 5 november 1989   | ATP Parijs (2)               | Tapijt (i)    | Anders Järryd     | Jakob Hlasek Éric Winogradsky      | 7-6, 6-4                  | Details |
| 19.                                       | 9 juni 1991       | Roland Garros (2)            | Gravel        | Anders Järryd     | Rick Leach Jim Pugh                | 6-0, 7-6                  | Details |
| 20.                                       | 7 juli 1991       | Wimbledon (2)                | Gras          | Anders Järryd     | Javier Frana Leonardo Lavalle      | 6-3, 6-4, 6-7, 6-1        | Details |
| 21.                                       | 8 september 1991  | US Open (2)                  | Hardcourt     | Anders Järryd     | Scott Davis David Pate             | 6-3, 3-6, 6-3, 6-3        | Details |
| 22.                                       | 27 oktober 1991   | ATP Stockholm                | Tapijt (i)    | Anders Järryd     | Tom Nijssen Cyril Suk              | 7-5, 6-2                  | Details |
| 23.                                       | 3 november 1991   | ATP Parijs (3)               | Tapijt (i)    | Anders Järryd     | Kelly Jones Rick Leach             | 3-6, 6-3, 6-2             | Details |
| 24.                                       | 24 november 1991  | ATP Tour World Championships | Hardcourt (i) | Anders Järryd     | Ken Flach Robert Seguso            | 6-4, 6-4, 2-6, 6-4        | Details |
| 25.                                       | 14 juni 1992      | ATP Londen                   | Gras          | Anders Järryd     | Goran Ivanišević Diego Nargiso     | 6-4, 7-6                  | Details |
| 26.                                       | 25 oktober 1992   | ATP Taiwan                   | Tapijt (i)    | Sandon Stolle     | Patrick Baur Christo van Rensburg  | 7-6, 6-2                  | Details |
| 27.                                       | 25 november 1992  | ATP Antwerpen                | Tapijt (i)    | Anders Järryd     | Patrick McEnroe Jared Palmer       | 6-2, 6-2                  | Details |
| 28.                                       | 7 februari 1993   | ATP Dubai                    | Hardcourt     | Anders Järryd     | Grant Connell Patrick Galbraith    | 6-2, 6-1                  | Details |
| 29.                                       | 22 mei 1994       | ATP Bologna                  | Gravel        | Patrick Rafter    | Vojtech Flegl Andrew Florent       | 6-3, 6-3                  | Details |
| 30.                                       | 7 augustus 1994   | ATP Los Angeles              | Hardcourt     | Mark Woodforde    | Scott Davis Brian MacPhie          | 4-6, 6-2, 6-0             | Details |
| Verloren finales heren dubbel             |                   |                              |               |                   |                                    |                           |         |
| 1.                                        | 4 mei 1981        | ATP Forest Hills WCT         | Gravel        | Andy Kohlberg     | Peter Fleming John McEnroe         | 4-6, 4-6                  | Details |
| 2.                                        | 29 maart 1982     | ATP Zürich WCT               | Tapijt (i)    | Wojtek Fibak      | Sammy Giammalva Jr. Tom Gullikson  | 4-6, 2-6                  | Details |
| 3.                                        | 17 mei 1982       | ATP Rome                     | Gravel        | Wojtek Fibak      | Heinz Günthardt Balázs Taróczy     | 4-6, 6-4, 3-6             | Details |
| 4.                                        | 1 augustus 1983   | ATP Columbus                 | Hardcourt     | Vijay Amritraj    | Scott Davis Brian Teacher          | 1-6, 6-4, 6-7             | Details |
| 5.                                        | 30 oktober 1983   | ATP Tokio                    | Tapijt (i)    | Steve Denton      | Mark Edmondson Sherwoord Stewart   | 1-6, 4-6                  | Details |
| 6.                                        | 24 juni 1984      | ATP Bristol                  | Gras          | John Alexander    | Larry Stefanki Robert Van't Hof    | 4-6, 7-5, 7-9             | Details |
| 7.                                        | 19 augustus 1984  | ATP Montréal/Toronto         | Hardcourt     | Kim Warwick       | Peter Fleming John McEnroe         | 4-6, 2-6                  | Details |
| 8.                                        | 16 juni 1985      | ATP Londen                   | Gras          | Pat Cash          | Ken Flach Robert Seguso            | 6-3, 3-6, 14-16           | Details |
| 9.                                        | 7 juli 1985       | Wimbledon                    | Gras          | Pat Cash          | Heinz Günthardt Balázs Taróczy     | 4-6, 3-6, 6-4, 3-6        | Details |
| 10.                                       | 23 maart 1986     | ATP Brussel                  | Tapijt (i)    | Tomáš Šmíd        | Boris Becker Slobodan Zivojinovic  | 6-7, 5-7                  | Details |
| 11.                                       | 4 mei 1986        | ATP Indianapolis             | Gravel        | Sherwoord Stewart | Hans Gildemeister Andrés Gómez     | 4-6, 3-6                  | Details |
| 12.                                       | 23 augustus 1987  | ATP Cincinnati               | Hardcourt     | Steve Denton      | Ken Flach Robert Seguso            | 5-7, 3-6                  | Details |
| 13.                                       | 5 juni 1988       | Roland Garros                | Gravel        | Anders Järryd     | Andrés Gómez Emilio Sánchez        | 3-6, 7-6, 4-6, 3-6        | Details |
| 14.                                       | 3 juli 1988       | Wimbledon                    | Gras          | Anders Järryd     | Ken Flach Robert Seguso            | 4-6, 6-2, 4-6, 6-7        | Details |
| 15                                        | 6 november 1988   | ATP Stockholm                | Hardcourt (i) | Paul Annacone     | Kevin Curren Jim Grabb             | 5-7, 4-6                  | Details |
| 16.                                       | 27 november 1988  | ATP Brussel                  | Tapijt (i)    | Tomáš Šmíd        | Willy Masur Tom Nijssen            | 5-7, 6-7                  | Details |
| 17.                                       | 24 september 1989 | ATP Los Angeles              | Hardcourt     | Anders Järryd     | Martin Davis Tim Pawsat            | 5-7, 6-7                  | Details |
| 18.                                       | 10 december 1989  | ATP World Tour Finals        | Tapijt (i)    | Anders Järryd     | Jim Grabb John McEnroe             | 5-7, 6-7, 7-5, 3-6        | Details |
| 19.                                       | 28 oktober 1990   | ATP Stockholm                | Tapijt (i)    | Anders Järryd     | Guy Forget Jakob Hlasek            | 4-6, 2-6                  | Details |
| 20.                                       | 11 november 1990  | ATP Moskou                   | Tapijt (i)    | Anders Järryd     | Hendrik Jan Davids Paul Haarhuis   | 4-6, 6-7                  | Details |
| 21.                                       | 24 februari 1991  | ATP Memphis                  | hardcourt (i) | Laurie Warder     | Udo Riglewski Michael Stich        | 5-7, 3-6                  | Details |
| 22.                                       | 14 april 1991     | ATP Tokio                    | Hardcourt     | Anders Järryd     | Stefan Edberg Todd Woodbridge      | 4-6, 7-5, 4-6             | Details |
| 23.                                       | 29 september 1991 | ATP Brisbane                 | Hardcourt     | Glenn Michibata   | Todd Woodbridge Mark Woodforde     | 6-7, 3-6                  | Details |
| 24.                                       | 23 februari 1992  | ATP Stuttgart                | Tapijt (i)    | Anders Järryd     | Tom Nijssen Cyril Suk              | 3-6, 7-6, 3-6             | Details |
| 25.                                       | 12 april 1992     | ATP Tokio                    | Hardcourt     | Anders Järryd     | Kelly Jones Rick Leach             | 6-0, 5-7, 3-6             | Details |
| 26.                                       | 22 november 1992  | ATP Tour World Championships | Hardcourt     | Anders Järryd     | Todd Woodbridge Mark Woodforde     | 2-6, 6-7, 7-5, 6-3, 3-6   | Details |
| 27.                                       | 10 januari 1993   | ATP Adelaide                 | Hardcourt     | Laurie Warder     | Todd Woodbridge Mark Woodforde     | 4-6, 5-7                  | Details |
| 28.                                       | 31 januari 1993   | Australian Open              | Hardcourt     | Anders Järryd     | Danie Visser Laurie Warder         | 4-6, 3-6, 4-6             | Details |
| 29.                                       | 6 februari 1994   | ATP Dubai                    | Hardcourt     | Darren Cahill     | Todd Woodbridge Mark Woodforde     | 7-6, 4-6, 2-6             | Details |
| 30.                                       | 16 april 1995     | ATP Tokio                    | Hardcourt     | Anders Järryd     | Mark Knowles Jonathan Stark        | 3-6, 6-3, 6-7             | Details |
| 31.                                       | 23 april 1995     | ATP Hong Kong                | Hardcourt     | Anders Järryd     | Tommy Ho Mark Philippoussis        | 1-6, 7-6, 6-7             | Details |
| Gewonnen finales heren dubbel challengers |                   |                              |               |                   |                                    |                           |         |
| 1.                                        | 30 juni 1980      | Lugo                         | Gravel        | Cliff Letcher     | Ricardo Cano Carlos Kirmayr        | 6-1, 6-3                  |         |
| 2.                                        | 20 april 1981     | Tokio                        | Gravel        | Wayne Pascoe      | Cliff Letcher Warren Maher         | 6-1, 7-6                  |         |
| 3.                                        | 11 januari 1982   | Perth                        | Gras          | Syd Ball          | Brett Edwards Cliff Letcher        | 6-3, 6-3                  |         |

## Grandslamfinales herendubbel
John Fitzgerald won zeven grandslamtoernooien in het herendubbel, waarvan vier aan de zijde van Anders Järryd. In 1989 sloot hij zijn career slam af met winst op Wimbledon:
| Jaar | Toernooi        | Partner        | Tegenstanders in finale       | Score in finale           |
| 1982 | Australian Open | John Alexander | Andy Andrews John Sadri       | 6-7, 6-2, 7-6             |
| 1984 | U.S. Open       | Tomáš Šmíd     | Stefan Edberg Anders Järryd   | 7-6, 6-3, 6-3             |
| 1986 | Roland Garros   | Tomáš Šmíd     | Stefan Edberg Anders Järryd   | 6-3, 4-6, 6-3, 6-7, 14-12 |
| 1989 | Wimbledon       | Anders Järryd  | Rick Leach Jim Pugh           | 3-6, 7-6, 6-4, 7-6        |
| 1991 | Roland Garros   | Anders Järryd  | Rick Leach Jim Pugh           | 6-0, 7-6                  |
| 1991 | Wimbledon       | Anders Järryd  | Javier Frana Leonardo Lavalle | 6-3, 6-4, 6-7, 6-1        |
| 1991 | U.S. Open       | Anders Järryd  | Scott Davis David Pate        | 6-3, 3-6, 6-3, 6-3        |

Daarnaast was John Fitzgerald nog viermaal verliezend finalist:
| Jaar | Toernooi        | Partner       | Tegenstanders in finale        | Score in finale    |
| 1985 | Wimbledon       | Pat Cash      | Heinz Günthardt Balázs Taróczy | 6-4, 6-3, 4-6, 6-3 |
| 1988 | Roland Garros   | Anders Järryd | Andrés Gómez Emilio Sánchez    | 6-3, 6-7, 6-4, 6-3 |
| 1988 | Wimbledon       | Anders Järryd | Ken Flach Robert Seguso        | 6-4, 2-6, 6-4, 7-6 |
| 1993 | Australian Open | Anders Järryd | Danie Visser Laurie Warder     | 6-4, 6-3, 6-4      |

## Grandslamfinales gemengd dubbel
Hij won twee grandslamtitels in het gemengd dubbel:
| Jaar | Toernooi  | Partner          | Tegenstanders in finale     | Score in finale |
| 1983 | U.S. Open | Elizabeth Sayers | Ferdi Taygan Barbara Potter | 3-6, 6-3, 6-4   |
| 1991 | Wimbledon | Elizabeth Smylie | Jim Pugh Natallja Zverava   | 7-6, 6-2        |

Fitzgerald was ook viermaal verliezend finalist:
| Jaar | Toernooi  | Partner          | Tegenstanders in finale             | Score in finale |
| 1984 | U.S. Open | Elizabeth Sayers | Tom Gullikson Manuela Maleeva       | 2-6, 7-5, 6-4   |
| 1985 | Wimbledon | Elizabeth Smylie | Paul McNamee Martina Navrátilová    | 7-5, 4-6, 6-2   |
| 1985 | U.S. Open | Elizabeth Smylie | Heinz Günthardt Martina Navrátilová | 6-3, 6-4        |
| 1990 | Wimbledon | Elizabeth Smylie | Rick Leach Zina Garrison            | 7-5, 6-2        |

## Prestatietabel
| Legenda | Legenda                          |
| ------- | -------------------------------- |
| g.t.    | geen toernooi gehouden           |
| l.c.    | lagere categorie                 |
| –       | niet deelgenomen                 |
| G       | uitgeschakeld in de groepsfase   |
| 1R      | uitgeschakeld in de eerste ronde |
| 2R      | uitgeschakeld in de tweede ronde |
| 3R      | uitgeschakeld in de derde ronde  |
| 4R      | uitgeschakeld in de vierde ronde |
| KF      | uitgeschakeld in de kwartfinale  |
| HF      | uitgeschakeld in de halve finale |
| F       | de finale verloren               |
| W       | het toernooi gewonnen            |
| w-v     | winst/verlies-balans             |

### Prestatietabel grand slam, enkelspel
| Toernooi        | 1979 | 1980 | 1981 | 1982 | 1983 | 1984 | 1985 | 1986 | 1987 | 1988 | 1989 | 1990 | 1991 | 1992 | 1993 | 1994 |
| --------------- | ---- | ---- | ---- | ---- | ---- | ---- | ---- | ---- | ---- | ---- | ---- | ---- | ---- | ---- | ---- | ---- |
| Australian Open | 2R   | 3R   | 2R   | 3R   | 4R   | 1R   | 1R   | –    | 2R   | 1R   | 2R   | 1R   | 1R   | 3R   | 2R   | –    |
| Roland Garros   | –    | –    | 1R   | 1R   | 2R   | 1R   | 1R   | 2R   | 1R   | 1R   | –    | –    | –    | –    | –    | –    |
| Wimbledon       | 1R   | 2R   | 4R   | 3R   | 1R   | 2R   | 2R   | 4R   | 1R   | 3R   | 4R   | 1R   | –    | 1R   | 2R   | 1R   |
| US Open         | –    | –    | 1R   | –    | 1R   | 3R   | 1R   | 1R   | 2R   | –    | 2R   | –    | –    | –    | –    | –    |

### Prestatietabel grand slam, dubbelspel
| Toernooi        | 1979 | 1980 | 1981 | 1982 | 1983 | 1984 | 1985 | 1986 | 1987 | 1988 | 1989 | 1990 | 1991 | 1992 | 1993 | 1994 |
| --------------- | ---- | ---- | ---- | ---- | ---- | ---- | ---- | ---- | ---- | ---- | ---- | ---- | ---- | ---- | ---- | ---- |
| Australian Open | 2R   | 3R   | 2R   | W    | 2R   | HF   | 2R   | –    | 2R   | KF   | KF   | 3R   | 3R   | 3R   | F    | 1R   |
| Roland Garros   | –    | –    | 2R   | 2R   | 1R   | 2R   | 3R   | W    | 1R   | F    | HF   | 1R   | W    | 2R   | 3R   | 2R   |
| Wimbledon       | 1R   | 1R   | 3R   | –    | KF   | KF   | F    | 2R   | 3R   | F    | W    | 1R   | W    | 2R   | 2R   | 1R   |
| US Open         | –    | –    | –    | 3R   | HF   | W    | 3R   | 3R   | 2R   | –    | HF   | –    | W    | 3R   | 1R   | 2R   |